# Polyclysta hypogrammata
Polyclysta hypogrammata là một loài bướm đêm trong họ Geometridae.